# 小野智恵子
小野 智恵子（おの ちえこ、1953年 - 、現姓・岩田）は、日本の元卓球選手。現役時代は日本代表として世界卓球選手権に出場。

## 経歴
富士短大在学時の1972年度、全日本大学総合卓球選手権大会ではシングルスで優勝。
第一勧業銀行在籍時の1974年度、全日本社会人卓球選手権では長洞久美子と出場した女子ダブルスで初優勝。全日本卓球選手権大会シングルス決勝では横田幸子に0-3で敗れ準優勝。葛巻まゆみと出場した女子ダブルス決勝で小野文子 / 鎌倉由美子組を2-0で下し優勝。
1975年度、カルカッタ (インド) で開催された第33回世界卓球選手権では枝野とみえと出場した女子ダブルス準々決勝でエルミラ・アントニアン / タチアナ・フェルドマン組 (ソビエト連邦) に2-3で敗退。
1976年度、社会人選手権では長洞と出場した女子ダブルスで2度目の優勝。全日本選手権シングルス決勝で枝野を3-1で下し優勝。